# Pietro Guerra
Pietro Guerra (* San Pietro di Morubio, 28 de junio de 1943) es un exciclista profesional italiano, que estuvo activo entre 1964 y 1974, cuyos mayores éxitos deportivos los logró en el Tour de Francia y en la Vuelta a España, pruebas en las que logró sendas victorias de etapa.
Como ciclista amateur logró en 1964, junto a Severino Andreoli, Luciano Della Bona y Ferruccio Manza, el Campeonato del mundo de ciclismo contrarreloj por equipos y la medalla de plata en los Juegos Olímpicos de 1964 en esa misma especialidad. En 1965, volvió a proclamarse nuevamente campeón mundial en la citada disciplina junto a Luciano Della Bona, Mino Denti y Giuseppe Soldi

## Palmarés
| 1964 - Campeón del mundo en contrarreloj por equipos - Medalla de plata en los Juegos Olímpicos de 1964 1965 - Campeón del mundo en contrarreloj por equipos 1966 - 2 etapas en la Carrera de la Paz - 3º en el Campeonato del mundo en contrarreloj por equipos 1967 - 1 etapa en la Vuelta a Sicilia 1968 - 1 etapa en la Vuelta a España 1969 - 1 etapa en el Circuit des Six Provinces - 1 etapa en la Dauphiné Libéré | 1970 - Coppa Bernocchi - Cronostafetta - GP Cemab 1971 - Campeón de Italia de persecución - 1 etapa en el Tour de Francia 1972 - Campeón de Italia de persecución - Giro de la Romagna 1973 - 1 etapa en la Tirreno-Adriático |